# Xenortholitha superlata
Xenortholitha superlata är en fjärilsart som beskrevs av Louis Beethoven Prout 1922. Xenortholitha superlata ingår i släktet Xenortholitha och familjen mätare. Inga underarter finns listade i Catalogue of Life.